# 東京の暴れん坊
東京の暴れん坊 (とうきょうのあばれんぼう) は、齋藤武市監督、日活製作の1960年の日本のアクションコメディ映画です。大スターの小林旭が、繁華街銀座にレストランをオープンするシェフのやんちゃな物語で二郎役を演じます。彼の料理の腕と立派な美貌は女性たちを引き寄せるだけでなく、望まぬトラブルも引き起こす一方、ガールフレンドのビジネスを巡って爆発的な政治スキャンダルが巻き起こる。松浦健郎の原作を石郷岡豪が脚色し、「赤い夕陽の渡り鳥」の斎藤武市が監督したアクション映画。撮影も「赤い夕陽の渡り鳥」の高村倉太郎が担当した。

## ストーリー
銀座のキッチン「ジロー」の若き店主・清水次郎は、パリ帰りのイケメンフレンチシェフで元レスラー。銭湯「松の湯」で歌を歌うと、バーのマダム・リラコら女性たちが女湯で大騒ぎ。松の湯の娘・秀子は次郎の大学の後輩である。彼女の家族は、銭湯を改造して大きなソープランドを作りたいという代表の浅井に誘惑される。浅井の息子・隆三は秀子に結婚を申し込んでいた。厨房「次郎」に元首相にして政界の黒幕、一本槍紀左衛門がやってくる。新聞記者とその付き人たちが追いかけて大騒ぎしている。次郎は彼の無礼を厳しく叱責した。この事件以来、紀左衛門はすっかり次郎に恋をした。翌日、愚連隊台風会幹部の仙吉と小西は、それをネタに紀左衛門からスリに出かけるが、やって来た次郎に撃退される。喜左衛門の木森にあるキッチン「次郎」が日本一のレストランにリニューアルしました。開店祝いの日、リラコが店にやって来た。次郎は彼女をめぐる三人の男の戦いに終止符を打った。
愚連隊の仙吉が次郎の部下になった。ある日、女性社員の敏子は、中村清という男に捨てられ、自殺を図った。次郎は俊子を慰め、相手の男を探しに行った。しかし、意外にも中村さんは子持ちで妻もいる男性。しかし、次郎は中村が実は替え玉で、敏子の本当の相手が浅井龍三であることを知る。次郎はある策略を用いて秀子と隆三の結婚式に代理花嫁として俊子を送り込む。一本槍郎の策略により、敏子は龍三と結ばれることになった。代表の浅井は台風クラブのメンバーを使って次郎の店を破壊しようとするが、一本槍郎はまた丈夫な建物を建てると笑いながら言う。

## キャスト
- 清水次郎 : 小林旭
- 松田秀子 : 浅丘ルリ子
- リラ子 : 中原早苗
- 金田 : 藤村有弘
- 千吉 : 近藤宏
- 浜川 : 小沢昭一
- 一本槍鬼左衛門 : 小川虎之助
- 長五郎 : 森川信
- 今村 : 十朱久雄
- 浅井産業社長 : 三島雅夫
- 浅井隆三 : 相原巨典
- 一本槍の秘書・道子 : 小園蓉子
- チヨ : 田中筆子
- 新井麗子
- 警官 : 河上信夫
- 風巻鉄兵 : 弘松三郎
- トシ子 : 千代侑子
- 中村君江 : 福田トヨ
- 倶梨伽羅悶々の女房 : 堺美紀子
- 松田ツル : 原恵子
- 修理工員 : 神戸飄介
- 上院議員Ｃ : 小泉郁之助
- 上院議員Ａ : 井東柳晴
- 中村文
- 吉 : 野呂圭介
- 花村典克
- 上院議員Ｂ : 津田秀水
- 黒田剛
- 青木富夫
- 一本槍の運転手 : 光沢でんすけ
- 小西 : 瀬山孝司
- 大須賀更生
- 島村謙二
- 倉田栄三
- 久松成次郎
- 須藤孝
- 清水千代子
- 斉藤久美子
- 夏今日子
- 五十嵐久子
- 田村茂子
- 時照明
- 技斗: 高瀬将敏

## スタッフ
- 監督 : 斎藤武市
- 脚本 : 石郷岡豪
- 音楽 : 小杉太一郎
- 主題歌 : コロムビアレコード「東京の暴れん坊」, 作曲 : 小杉太一郎/ 「東京かっぽれ」, 作詞 : 西沢爽, 作曲 : 浜口庫之助 / 「ノーチヨサン節」, 作詞 : 西沢爽 / 作曲 : 狛林正一, 唄 : 小林旭
- 原作: 松浦健郎
- 撮影 : 高村倉太郎
- 照明 : 大西美津男
- 録音 : 米津次男
- 美術 : 中村公彦
- 編集 : 近藤光雄
- 助監督 : 神代辰巳
- 製作主任: 栗橋正敏
- スクリプター : 白鳥あかね
- スチール : 石川久宜
- 色彩計測 : 幸田守雄
- 現像 : 東洋現像所

## 併映作品
『野郎！　地獄へ行け』
- 脚本 : 山村映司, 犬伏太市 / 監督 : 井田探 / 出演 : 小高雄二